# Dymitr Szujski

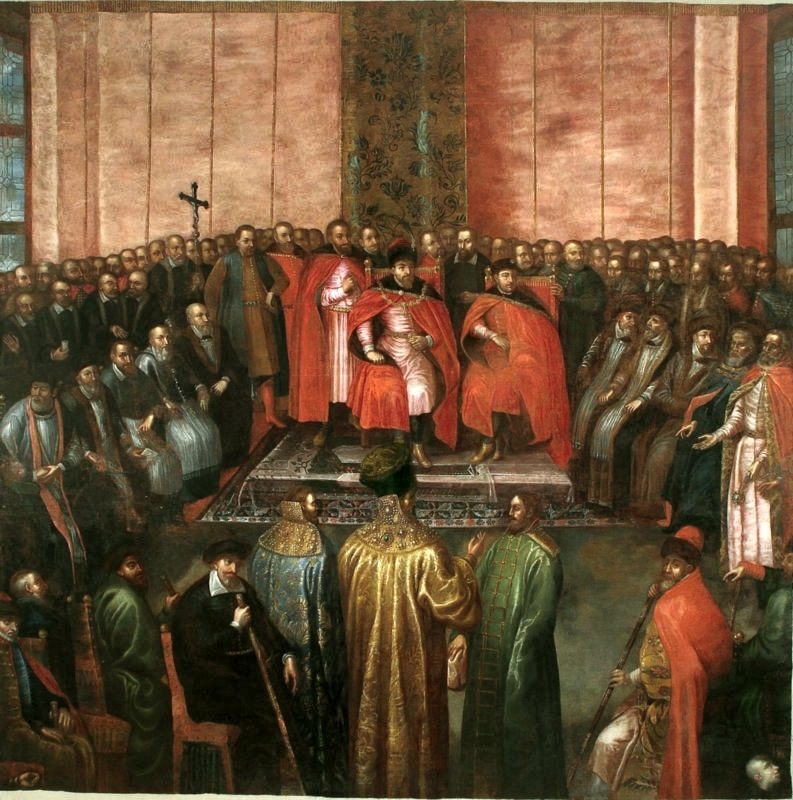
Przyjęcie Szujskich w Sali Senatu w 1611 roku – obraz Tomasza Dolabelli

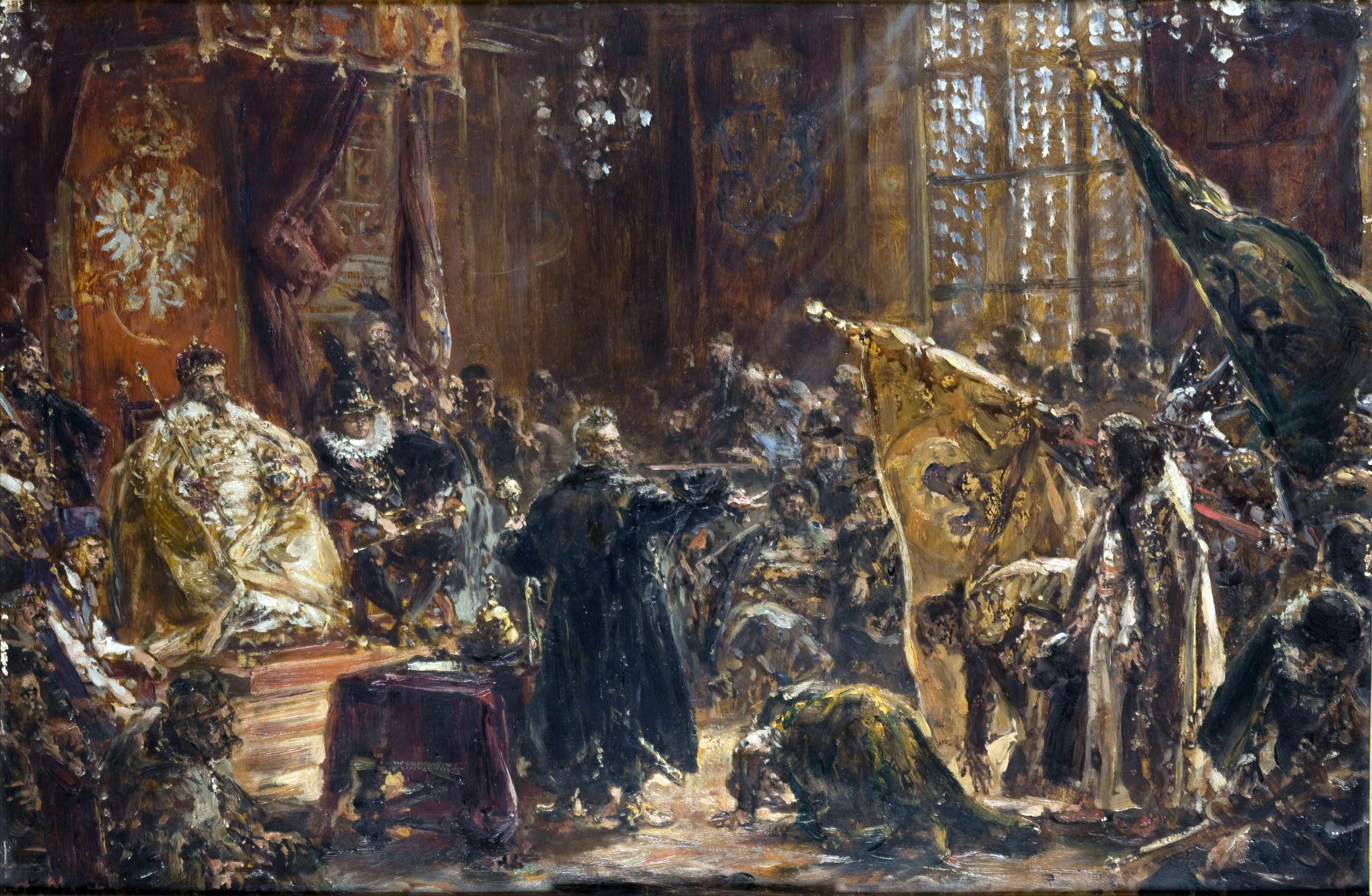
Carowie Szujscy na Sejmie Warszawskim – obraz Jana Matejki

Dymitr Iwanowicz Szujski, ros. Дмитрий Иванович Шуйский (ur. ok. 1560 zm. 27 września 1612 w Gostyninie) – naczelny wojewoda wojsk moskiewskich, brat cara Wasyla IV Szujskiego, krajczy dworu cara Iwana IV Groźnego w latach 1580–1586, wojewoda kargopolski w latach 1586–1587, bojar od 1586. W czasie prześladowania rodziny Szujskich przez cara Borysa Godunowa zesłany w latach 1587–1591. Od 1591 członek Dumy bojarskiej.
Wziął udział w wojnie z chanatem krymskim w latach 1591–1598. W czasie I Dymitriady walczył pod Briańskiem przeciwko oddziałom Dymitra Samozwańca I. W latach 1606–1610 był naczelnym wojewodą przy carze Wasylu IV Szujskim.
W czasie II Dymitriady został pobity przez wojska Dymitra Samozwańca II w dwudniowej bitwie pod Bołochowem (10–11 maja 1608). W czasie wojny polsko-rosyjskiej (1609–1618) jego nieudolność walnie przyczyniła się do klęski wojsk rosyjsko-szwedzkich w bitwie pod Kłuszynem w 1610. Wraz z braćmi Wasylem IV i Iwanem dostał się do polskiej niewoli.
W 1611 na sejmie w Warszawie złożył wraz z braćmi hołd królowi Polski Zygmuntowi III Wazie i królewiczowi Władysławowi (ówczesnemu carowi Rosji). Więziony wraz z rodziną na zamku w Gostyninie, gdzie zmarł. W 1620 został pochowany w Kaplicy Moskiewskiej, w pobliżu dzisiejszego Pałacu Staszica w Warszawie. W 1635 na prośbę Rosjan jego doczesne szczątki przekazano do Moskwy.